# In Keeping Secrets of Silent Earth: 3
In Keeping Secrets of Silent Earth: 3 är rockgruppen Coheed and Cambrias andra studioalbum. Det släpptes den 7 oktober 2003 genom Equal Vision Records. Inspelningen ägde rum vid Applehead Recording, Woodstock, New York och för produktion svarade Michael Birnbaum och Chris Bittner. Albumet nådde plats 52 på Billboard 200 och har sålt över 500.000 kopior och fått RIAA-guldet. Entertainment Weekly beskrev albumet som en av de fem bästa i genren "ny progg" (progressiv rock).

## Medverkande
- Claudio Sanchez – sång, gitarr
- Travis Stever – gitarr, sång
- Michael Todd – bas, sång
- Josh Eppard – trummor, sång, pano
- Danny Louis – kyboard
- Justin Meyer – tummor
- Michael Birnbaum – poduktion
- Chris Bittner – prouktion
- Roger Lian – Mastering
- Bill Scoville –Konst och design